# Provincie Rikučú

Mapa japonských provincií z roku 1869 se zvýrazněnou provincií Rikučú

Provincie Rikučú (japonsky 陸中国, Rikučú no kuni) byla stará japonská provincie v regionu Tóhoku vytvořená v období Meidži. Na jejím území se dnes rozkládají prefektury Iwate a Akita. Rikučú bývala někdy společně s provinciemi Rikuzen a Rikuó rovněž nazývána „Rikušú“ (陸州).
Provincie Rikučú pokrývala převážnou část dnešní prefektury Iwate mimo okresu Ninohe, města Ninohe, severních částí měst Hačimantai a Kuzumaki, okresu Kesen, měst Rikuzentakata a Ófunato a jižní části města Kamaiši. Zahrnovala však města Kazuno a Kosaka v prefektuře Akita.

## Historie
Původní provincie Mucu, známá rovněž jako Óšú (奥州), byla po válce Bošin vládou Meidži rozdělena na 5 částí. Vznikly tak provincie Iwaki, Iwaširo, Rikučú, Rikuzen a Rikuó. Stalo se tak 19. ledna 1869 ─ podle lunisolárního kalendáře to bylo 7. prosince 1868. 
V roce 1872 měla provincie Rikučú asi 510 521 obyvatel.